# Українізація

Перепис 1897 року, повіти та міста з переважно українськомовним населенням позначені жовтим кольором

Українізація — розширення суспільних функцій української мови, впровадження її до офіційного вжитку в державній, політичній, громадській і культурно-освітніх установах та організаціях.
Русифікаційною політикою царського уряду українську мову було усунено з державних установ, школи, всіх сфер суспільної діяльності народу, що обмежило її функціонування, створило вкрай несприятливі умови для її розвитку. В роки УНР і за Гетьманату було відновлено українську пресу, українською мовою здійснювалося книгодрукування, викладання у школах, заснованих УАН. Більшовицька влада спершу поставилася до перспектив розвитку української мови досить прохолодно.
У першій половині XX століття була політикою громадських організацій, урядів Української Народної Республіки й Української РСР, а також на українських етнічних територіях у складі РРСФР (до грудня 1932 року). Радянська українізація 1920—1930-х років була складовою загальносоюзної кампанії коренізації, метою якої було розширити комуністичну партійну мережу на місцях із залученням корінного населення. Необхідною умовою для коренізації було урахування національних особливостей та інтересів неросійських
народів.
Із початком Другої світової війни та швидкою поразкою Другої Польської республіки відбувалася на контрольованих Німеччиною українських етнічних територіях за ініціятиви місцевих громад та організацій і пасивного співчуття та не протидії німецької адміністрації. Так само, як і на західноукраїнських землях, включених до складу УРСР, цей процес відбувався прямими адміністративними методами. У цьому випадку було кардинально згорнуто політику польської адміністрації, щодо полонізації українського населення.
Після відновлення незалежності 1991 року цей термін стосується політики влади та діяльності громадських організацій України.

## Українізація 1917—1919 років
Лютнева революція в Російській імперії призвела до підйому українського національного руху. Була створена Українська Центральна Рада на чолі зі прихильником українізації М. С. Грушевським. Вже 18 березня 1917 року в Києві була відкрита перша українська гімназія імені Т. Г. Шевченка, у квітні того ж року відбулися перші всеукраїнські вчительські з'їзди, учасники яких вимагали українізації шкільної освіти. Було відкрито Український народний університет. Усього за 1917 рік було відкрито 215 українських шкіл, вийшло 747 книг українською мовою, а також 106 україномовних періодичних видань. Питання щодо українізації стали ще активніше обговорюватися в Українській Державі, у якій українська мова була проголошена державною мовою, нею було передбачено вести будь-яке офіційне спілкування у військових частинах, тільки нею було дозволено користуватися працівникам зв'язку у службовий час. У серпні — вересні 1918 року гетьманський уряд видав розпорядження щодо обов'язкового вивчення української мови та літератури, історії та географії України в усіх середніх загальноосвітніх і професійних школах, духовних і вчительських семінаріях та інститутах. У вересні 1918 року російськомовні виші (університети св. Володимира в Києві, Харківський і Новоросійський, Катеринославський гірничий, Харківський технологічний і ветеринарний, Київський політехнічний інститути) були перетворені на українські державні виші. У 1918 році українською мовою вийшли вже 212 періодичних видань і 1084 книги. З'явилися катедри (кафедри) українознавства та національні українські театри. Українізація викликала хвилю протестів із боку російських шовіністичних кіл. У грудні 1918 року було визначено, що роботи нещодавно утвореної Української Академії наук повинні видаватися українською мовою та за бажанням — одночасно французькою, німецькою, англійською, італійською чи латиною.
Українізація продовжувалася й за часів Директорії УНР. Вже 1 січня 1919 року українська мова була оголошена обов'язковою для використання в усіх урядових і громадських закладах. 30 січня того ж року українська мова була офіційно оголошена мовою викладання в усіх школах республіки. Перехід на українську мову освіти слід було завершити до 1 липня 1919 року. Здійснити це не вдалося, оскільки вже 5 лютого 1919 року Київ було захоплено більшовиками.
Було проголошено Українську Соціялістичну Радянську Республіку, а українізація «зверху» була фактично зупинена. У березні 1919 року Народний комісаріат просвіти УСРР скасував державну мову, проголосив рівність мов і надав «право населенню на місцях» визначати мову освіти, за умови, що обов'язковими шкільними предметами будуть історія України й одна з місцевих мов.

### Українізація військових частин російської армії в 1917 році
Ядром формування регулярної Української армії був російський 34-й армійський корпус генерала П. Скоропадського, перейменований у серпні 1917 року, після українізації, у 1-й Український корпус. У вересні на базі російського 6-го армійського корпусу сформовано 2-й Січовий Запорізький корпус (командувач — генерал Г. А. Мандрика). На початку листопада 1917 українці — офіцери, унтерофіцери та жовніри (солдати) Фінляндського лейб-гвардії піхотного полку Російської імператорської армії сформували Гайдамацький курінь під командуванням сотника Пустовіта. У грудні Симон Петлюра сформував із добровольців, переважно унтерофіцерів і солдатів київських військових шкіл, Гайдамацький кіш Слобідської України. Узимку 1917—1918 років, деякі з цих частин брали участь у боях проти більшовицьких військ на Лівобережній Україні та під час оборони Києва, у той же час багато українізованих частин регулярної армії, які підтримали Центральну Раду в 1917 році, оголосили про нейтралітет і відмовилися брати участь у виниклому військовому конфлікті між Українською Народною Республікою і Російською радянською республікою, до складу якої в той час входила проголошена більшовиками у Харкові Українська радянська республіка. [джерело?].
Уклавши Берестейський мир із Центральними державами та проголошуючи принцип формування збройних сил на міліційній основі, Центральна Рада змушена була відмовитися від трьохсоттисячної Української регулярної армії [джерело?] — українізованих дивізій Російської імператорської армії Південно-Західного та Румунського (зі грудня 1917 року — Українського фронту) фронтів, які підтримали Центральну Раду та підкорилися Українському уряду. Велика частина українських військ (16 дивізій), кинутих Центральною Радою напризволяще, були чи розбиті червоногвардійськими загонами при спробі пробитися в нейтральну зону на кордоні з Радянською Росією, чи саморозпустилися під впливом більшовицької агітації.

## Радянська українізація 1920—1930-х років
Під час української революції в 1917—1921 роках на півдні колишньої Російської імперії був організований ряд урядів, які ставили за мету побудову незалежної української держави. Однак, на більшій частині сучасної території України до влади прийшли більшовики. З метою закріплення влади, більшовики взялися за реалізацію програми коренізації — заміни російської мови на мови національних меншин в адміністрації, освіті та сфері культури. Більшовики проголосили політику коренізації, яка мала тимчасовий характер, лише з тактичною метою стабілізації більшовицької влади в національних республіках. Більшовики, як послідовники марксизму, вважали, що стирання національних відмінностей пов'язано зі світовим суспільним розвитком і прогресом. В Україні ця програма отримала назву українізації. У квітні 1923 р. XII з'їзд РКП(б) оголосив коренізацію офіційним курсом партії в національному питанні. У тому ж місяці VII конференція КП(б)У заявила про політику українізації, що українські ЦВК і Раднарком відразу ж оформили декретами. Було прийнято рішення про українізацію держструктур і підприємств, яку планувалося закінчити до 1 січня 1926 року. Усі робітники та службовці підприємств та установ були зобов'язані вивчити українську мову під загрозою звільнення з роботи.
З державного архіву Луганської області:

«Подтвердить, что на службу можно принимать только лиц, владеющих украинским языком, а не владеющих можно принимать только по согласованию с Окружной комиссией по украинизации». Р-401 оп.1,д.82
Президиум Луганского Окр. исполкома: «Подтвердить сотрудникам, что неаккуратное посещение курсов и нежелание изучать украинский язык влечет за собой их увольнение со службы». Р-401, оп.1, дело 72.

У липні 1930 року президія Сталінського окрвиконкому ухвалила рішення «притягати до кримінальної відповідальності керівників організацій, що формально ставляться до українізації, що не знайшли способів українізувати підлеглих, які порушують чинне законодавство у справі українізації».
Українізувалися газети, школи, вищі навчальні заклади, театри, установи, написи, вивіски і т. д. В Одесі, де учні-українці становили менше третини, були українізовані всі школи. У 1930 р. в Україні залишалося тільки 3 великі російськомовні газети.
Однак у постанові ЦК КП (б) У від 19 квітня 1927 вирішено «визнати особливе значення російської мови». У наступні роки, зокрема починаючи з 1930, у партійних колах посилюється активне протистояння українізації. У 1932—1933 роках українізація була припинена.
Поряд із українізацією аналогічна політика коренізації проводилася і в інших республіках. У процесі згортання коренізації ця політика була розкритикована як «націонал-ухильництва» та багатьох діячів, які її підтримували, згодом виключили з комуністичної партії та репресували.
Доктор історичних наук, професор Юрій Шаповал наполягає, що існування Української РСР, політика «коренізації», а значить і українізації, з'явилися завдяки існуванню Української Народної Республіки, яку окупували більшовики.
«Українізація — вимушений крок, вони без цього могли програти. Більшовицька партія була малопопулярна на окраїнах імперії. В Україні вона масовою не була. Коли запровадили коренізацію в 1923 році, це був крок, щоб вижити режиму», — вважає Шаповал.
Він пояснює, що за рахунок місцевих кадрів більшовики «вкорінювались» на окраїнах, а для цього треба було дати пряник.
«Але всіх адептів та речників українізації врешті знищили. Але ця кон'юнктурна політика принесла позитив — культурний сплеск, який потім назвуть українським розстріляним відродженням», — додає історик. А для селян, як нагадує Шаповал, все це врешті закінчилось Голодомором.
До 1917 року українці становили тільки 3,2 % серед загальної кількості більшовиків.

### Українізація робітництва, населення

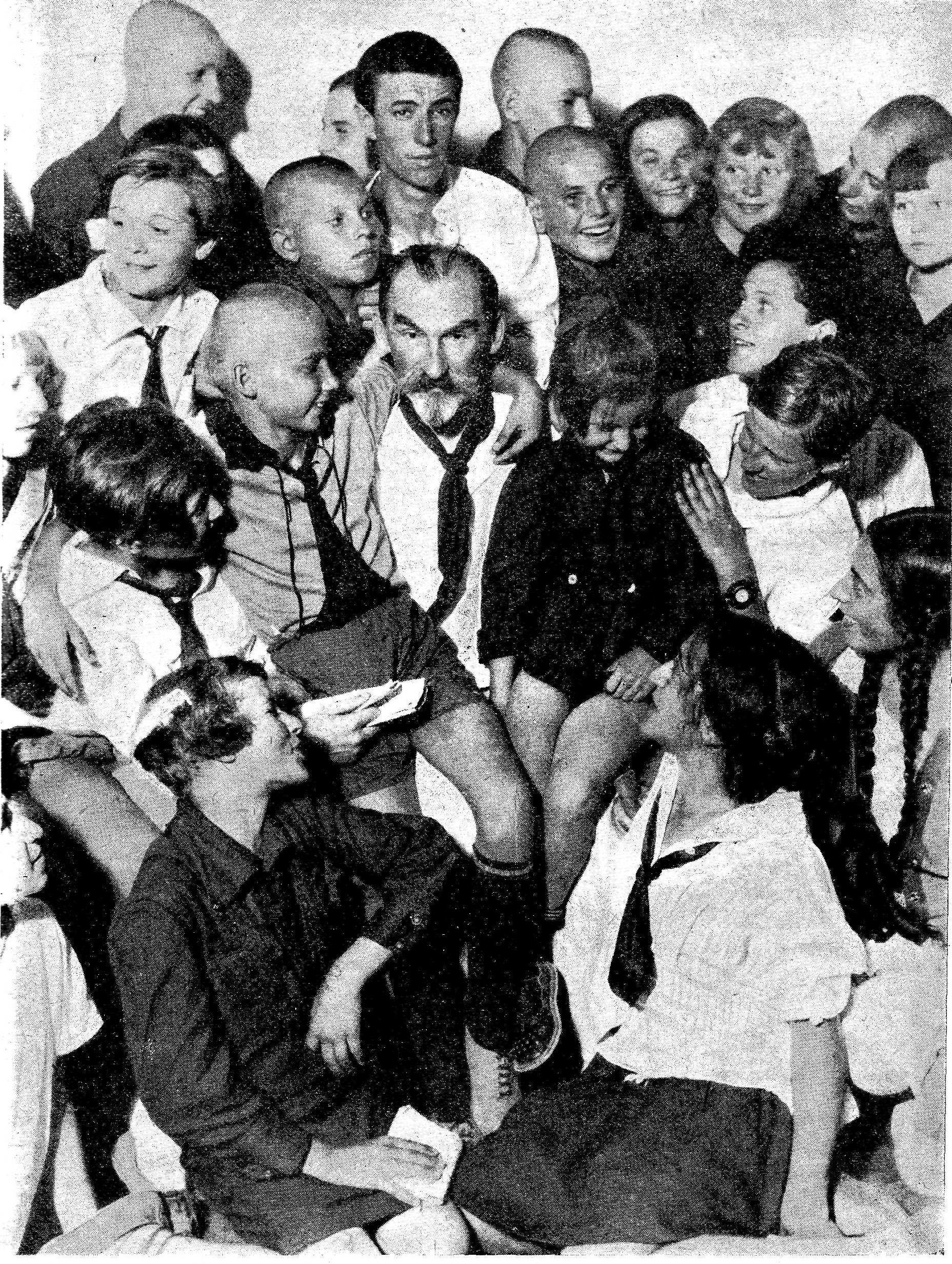
«Піонер більшовизму в Україні тов. М. О. Скрипник разом із іншими піонерами». Світлина з «Універсального журналу», 1929

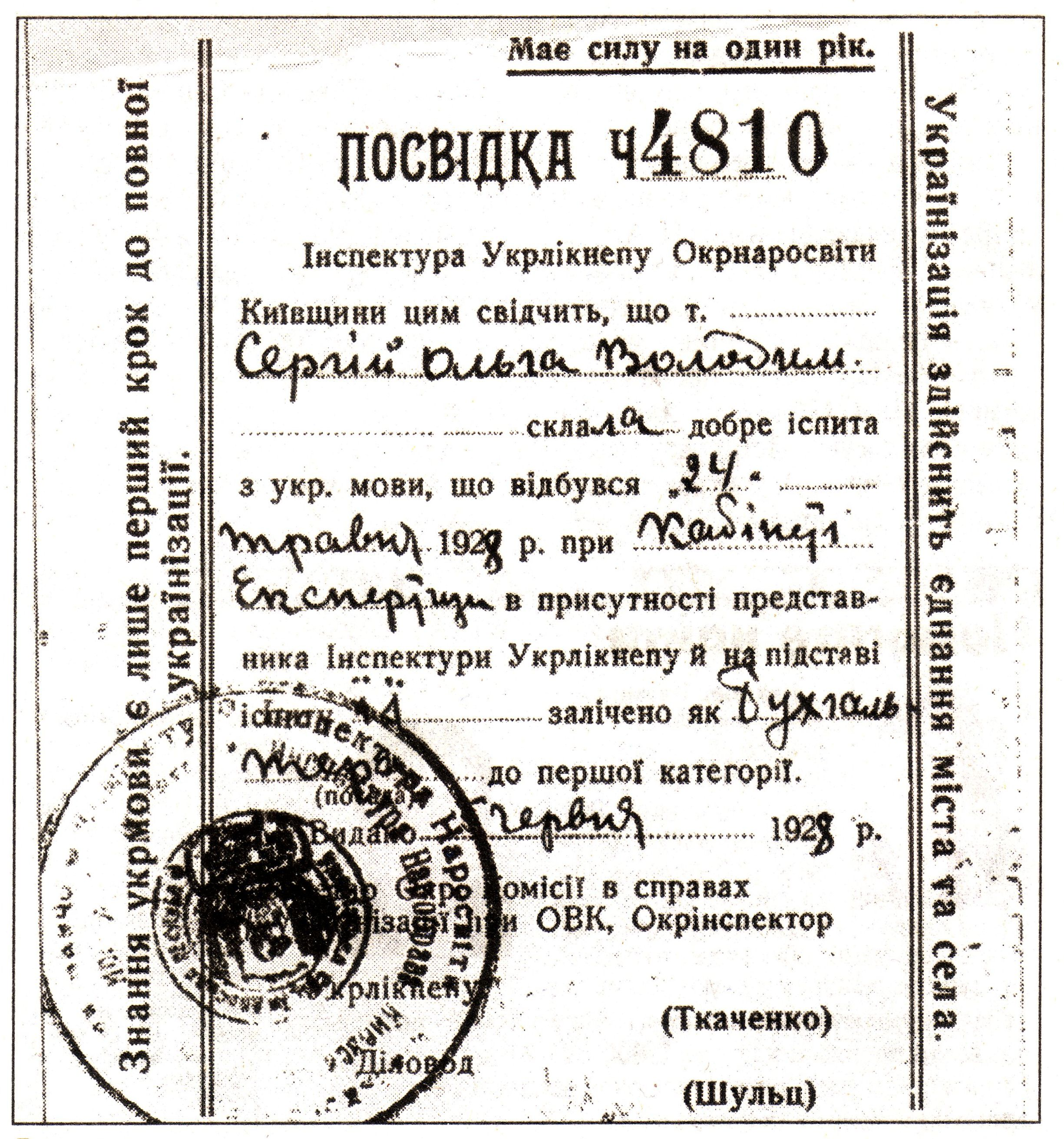
Посвідка про здачу бухгалтером іспитів на знання української мови, без якої не брали на роботу. Київська область, 1928. Написи: «Українізація здійснить єднання міста та села» і «Знання української мови — є лише перший крок до повної українізації». Прізвище одержувача також українізоване.

За відносно короткий час українізації відбулися значні зрушення: завдяки українізаційним заходам (у взаємодії з іншими соціально-економічними процесами) у шкільництві, установах культури, пресі тощо та напливові українського населення з села, міста УРСР почали набирати українського характеру. Особливо помітні зміни у національному складі населення й уживанні української мови відбулися у великих промислових містах. Від 1923 р. до 1933 р. кількість українців у Харкові зросла зі 38 % до 50 %, у Києві зі 27,1 % до 42,1 %, у Дніпропетровську з 16 % до 48 %, в Одесі з 6,6 % до 17,4 %, в Луганську з 7 % до 31 %.
У висліді цього процесу відбулися зміни й у національному складі робітництва. Загальна кількість 1,1 млн робітників УСРР на 1926 за національністю поділялося так: 55 % українців (4 % від усього українського населення), 29 % росіян (25 % від усього їх ч.), 9 % євреїв (15 % від усього їх ч.) і 7 % ін. Але з загальної кількості українських робітників тільки 42 % працювало в промисловості в містах, решта в сільському господарстві, на транспорті тощо. Дещо кращий стан був на залізницях, де українців було 69 %, із яких половина володіла українською мовою (у промисловості тільки 22 %).
На 1931 рік кількість робітників в Україні зросла до 1,9 млн, з них українців було вже 58,6 % (у тому числі українською мовою володіло приблизно 32 %), росіян 24,6 %, євреїв 12,2 %. На 1933 рік, українці серед робітництва становили вже 60 % (у важкій промисловості 53 %, серед шахтарів 46 %, у металургії 45 %, у хімічній промисловості 51 %, у видобутку залізної руди 77 %, на залізницях 77 %, у сільському господарстві  машинобудуванні 60 %, у виробництві будівельних матеріалів 68 %). Уживання української мови серед робітництва, наприклад, у металургії, зросло в середньому з 18 % у 1927 до 42 % у 1930. Українізація робітництва та міського населення у зв'язку з індустріалізацією та колективізацією (від якої селянство втікало до міст) зазнала прискорення в 1927—1933 роках, — але це вже був і кінець політики українізації.
Українізація сприяла прискоренню ліквідації неписьменності, що зменшилася з 47 % на 1926 рік, до 8 % у 1934 році. Початкове шкільництво (з семирічкою включно) було українізоване від 80 % у 1926 році до 88,5 % у 1933 році. Українізація середнього (фахового) шкільництва та вищих навчальних закладів відбувалася повільніше: від 19 % на 1923 рік, до 28,5 % у 1926 році та 69 % у 1929 році. ВУАН російської мови зовсім не вживано від часу її заснування аж до навернення на русифікацію на початок 30-их pp.
В офіційних документах підкреслювано, що українізація не повинна обмежуватися лише мовою, а має охопити культурний процес у цілому та довести до опанування української кадрами всіх ділянок економічного та культурного життя країни. У висліді за 10-ліття українізації (1923—1933) українська література, мистецтво, театр (1931 рік на всіх 88 театрів 66 було українських, 12 єврейських, 9 російських), кіно, попри ідеологічні гальма, зазнали значного розвитку, і цей період часто називають добою культурного відродження (див. ще Література, Мистецтво, Театр, Кіно).
До українізації зрусифікованих міст багато спричинилися українська преса та видавництва: якщо на 1922 рік українських газет майже не було, то на 1933 рік їх було 373 (з усіх 426) з накладом 3,6 млн примірників, 89 % від загальної кількості часописів в Україні (1926 рік, преса була українізована на 60 %); на 1933 рік українських журналів було 89 на всіх 118; книжкова продукція була українізована на 83 %.

### Українізація державного апарату
Показники українізації державного апарату були досить строкаті: На 1934 рік у ВУЦВК було 50,3 % українців, 25,4 % росіян і 14,7 % євреїв, приблизно те саме співвідношення було й по областях; у районових виконавчих комітетах відповідно — 68,8 %, 13,6 % і 10 %; у міських радах — 56,1 %, 23,2 %, 15,2 %; у сільських радах — 86,1 %, 5,7 %, 2,2 %. Службовці центральних апаратів народних комісаріатів були українізовані на 70—95 %; обласний апарат — на 50 %, районний — на 64 %; народні суди — на 62 %; міліція — на 58 %; кооперація — на 70 %. Найповільніше відбувалася українізація в самій КП(б)У, яка за перших років радянської влади була у великій більшості чужонаціональною. Зміну національного складу її видно з таблиці:
| Роки | Члени та кандидати КП(б)У | Українці | Росіяни | Інші   |
| ---- | ------------------------- | -------- | ------- | ------ |
| 1922 | 54 818                    | 23,3 %   | 53,6 %  | 23,3 % |
| 1924 | 57 016                    | 33,3 %   | 45,1 %  | 14,0 % |
| 1925 | 101 852                   | 36,9 %   | 43,4 %  | 19,7 % |
| 1927 | 168 087                   | 51,9 %   | 30,0 %  | 18,1 % |
| 1930 | 270 698                   | 52,9 %   | 29,3 %  | 17,8 % |
| 1933 | 468 793                   | 60,0 %   | 23,0 %  | 17,0 % |

Ще повільніше українізувався ЦК КП(б)У; 1924 рік, українців було в ньому лише 16 %, 1925 рік — 25 %, 1930 рік — 43 %. Значно успішніше українізувався комсомол, що пояснюється масовістю цієї організації, яка зростала значною мірою коштом селянства: 1925 року у ньому було 58,7 % українців, 1932 рік — 72 %, але на 1929 рік тільки 33 % у ЦК ЛКСМУ.

### Українізація культурної сфери
За період 1923–1929 років українські видавництва переходять на видання майже виключно українськомовних книжок; українізується на 85 % преса; найкращі театральні приміщення передаються українським театрам, російський театр фактично перестає існувати в Україні.

### Українізація українських етнічних областей РРФСР

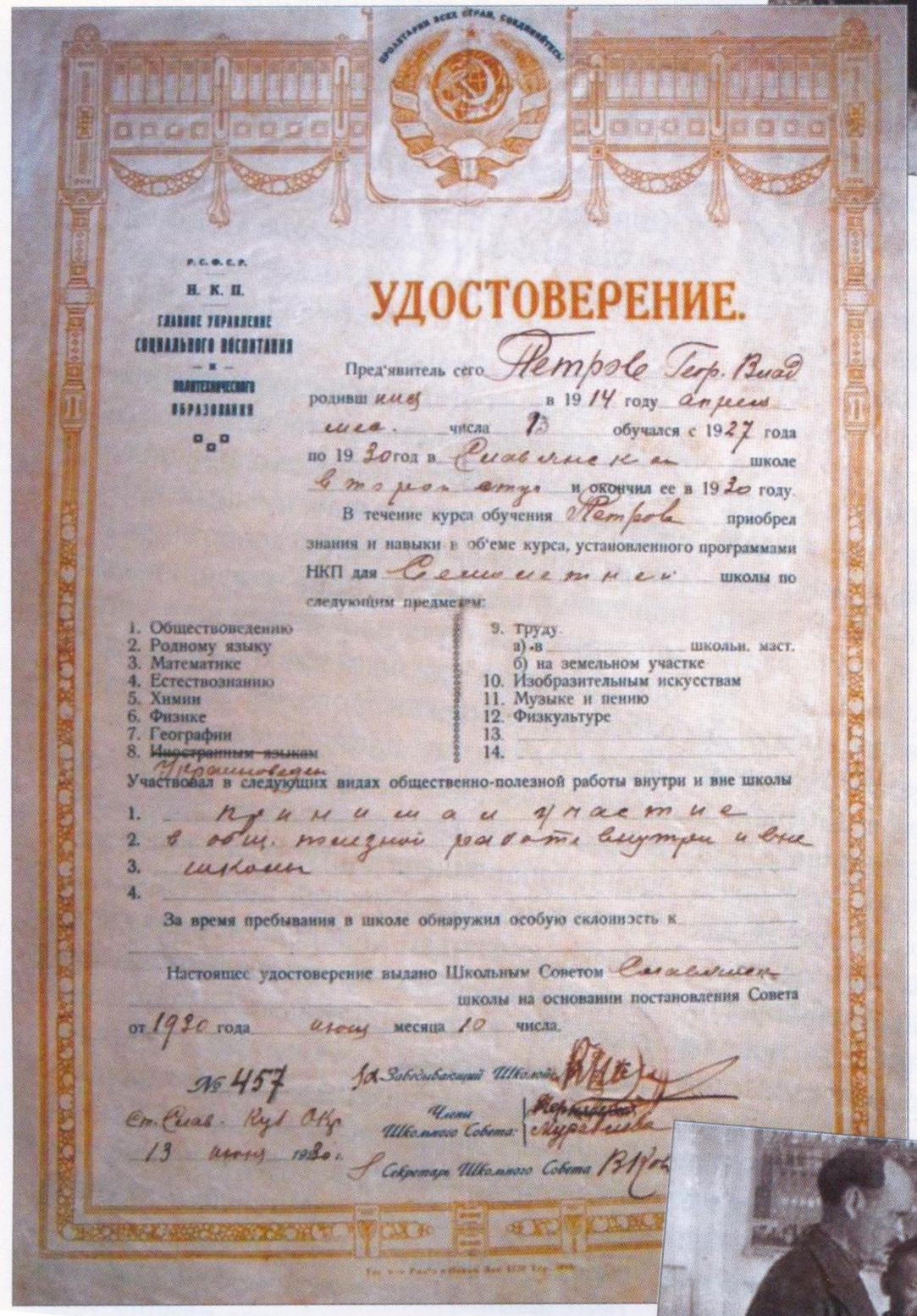
Свідоцтво про закінчення 7-річної школи. Кубань, 1930. Введено предмет «українознавство».

При активному тиску КП(б)У в 1920-х-початку 1930-х років проводилася українізація Кубані, Донського краю,Ставропольського краю, частини Північного Кавказу, Курської та Воронезької області РРФСР, а також Далекого Сходу (Зеленого Клину). У наказовому порядку школи, організації, підприємства, газети переводилися на навчання та спілкування українською мовою.

## Українізація Холмщини
Українізація Холмщини відбувалася після швидкої поразки Польщі після спільного вторгнення Німеччини та СРСР і встановлення лінії розподілу їхнього впливу. Німецька влада на теренах Генеральної губернії ставилася до українського культурного життя на Холмщині та Підляшші толерантно, тому цей процес відбувався з відома та згоди генерального губернатора Ганса Франка. З жовтня по грудень 1939 року українці сформували низку національних організацій. З иншого боку, німці не дозволяли сформувати єдине політичне уявлення, і самі розробляли правила Українського центрального комітету. Комітет очолював Володимир Кубійович. Комітет створив мережу шкіл і кооперативів на Холмщині. У 1940 році було створено православну єпархію Холм-Підляшшя з чітко українським характером.
Вже за перших тижнів за німецької адміністрації по більших осередках виникли під різними назвами українські громадські організації. Вони розпочали допомогову акцію для втікачів, організували українське населення та захищали його перед німецькою владою; заснували низку українських шкіл, відновили «Рідні хати», українські повітові кооперативи та перебрали низку православних церков, перетворених поляками на костьоли.
Місцевим українцям допомагали втікачі з західноукраїнських земель, які захопили совєти, та випущені з польських тюрем і концентраційних таборів політичні в'язні. Кількість тих і тих на Холмщині та Підляшші сягала 1 500 — 2 000 осіб. Вони скупчилися майже винятково в містах Холмщини та Підляшшя та в Любліні, працювали в німецькій адміністрації, кооперації, у керівництві комітетів і в шкільництві; 1940 року чимало священників, втікачів із Буковини, поповнили духівництво православної церкви. Комітети діяли в Білгораї, Терногороді, Томашеві, Замості, Грубешеві, Холмі, Володаві, Красноставі та Білій Підляській. У Холмі постав також Центральний Холмський Комітет, який мав керувати національним життям, хоча насправді опікувався тільки Холмським і Володавським повітами. З місцевих діячів найвпливовішими були: А. Павлюк (голова комітету), С. Любарський (колишній сенатор), В. Косоноцький, В. Островський; у Замості О. Рочняк; у Білій Підляській І. Пастернак, на Володавщині лікар Т. Олесіюк.
1940 — 1941 роках, відбулися на Холмщині та Підляшші, крім припливу утікачів, ще инші зміни в складі населення. Німецька влада переселила всіх німців Холмщини та Підляшшя на землі західної Польщі, натомість багато поляків, виселених із цих земель, переселила на Холмщину та Підляшшя, що збільшило тут польське населення; на підставі німецько-радянського договору про репатріацію, з Холмщини та Підляшшя виїхало до УРСР близько 5 000 українців.
Вже в листопаді комітети на Холмщині та Підляшші визнали як свій центр організацію, яка постала в столиці Генеральної Губернії в Кракові під проводом В. Кубійовича. У червні ця організація дістала назву Українського Центрального Комітету, а місцеві комітети — Українських Допомогових Комітетів. Великих успіхів досягли Холмщина та Підляшшя в церковній справі. Вже 5 листопада 1939 року постала Церковна Рада у Холмі. Першим кроком для відновлення православної церкви на Холмщині та Підляшші було створення окремої адміністратури православної церкви (адміністратор О. І. Левчук, ген. вікарій М. Малюжинський). Великим досягненням була передача православним собору в Холмі (19. 5. 1940 р.), яка мала й символічне значення: кінець польським впливам. До початку 1940 року чисельність православних церков збільшилася зі 51 до 91. Завершенням заходів Українського Центрального Комітету перед німецькою владою було відновлення Автокефальної православної церкви та Холмської єпархії (теперішня назва Холмсько-Підляська єпархія) та висвячення на холмського єпископа з титулом архієпископа (з 1944 року митрополита) професора І. Огієнка (Іларіона).
Уперше на Холмщині та Підляшші навчання в народних і фахових школах (серед них середня промислова школа в Холмі) перейшло на українську мову. У Холмі діяла українська гімназія (найбільше число учнів — 625). Навчання в середніх школах було уможливлене заснуванням бурс-інтернатів для молоді. Заочну освіту організували Українські Освітні Товариства (У. О. Т.), масово засновувані замість «Рідних хат». Кооперативи підлягали українським повітовим союзам та Українському Обласному Союзові в Любліні. Українське життя зосереджувалося в У. Д. К. в Холмі, Грубешеві, Білій Підляській, Замості, Терногороді (для Білгорайської округи), Красноставі; сильна делеґатура діяла у Володаві. Значне число українців перебувало в Любліні. Представником УЦК при люблінському губернаторі був В. Тимцюрак, з 1941 року — В. Голейко. Визначніші діячі У. Д. К., окрім названих: Б. Глібовицький і Є. Пастернак (Біла Підляська), М. Струтинський (Грубешів), Р. Перфецький (Замостя) та ін.

## Українізація західноукраїнських земель до 1941
Українізація була складовою частиною політики радянської держави в Україні до початку Німецько-радянської війни.
Після швидкої поразки Другої Польської Республіки й опанування західної України військами СРСР було радикально згорнуто полонізаційну кампанію яка тривала від 1920-х років.
Після встановлення радянської влади у Західній Україні було створено характерний для УРСР адміністративно-територіальний поділ: Волинська (6 районів), Дрогобицька (10 районів), Рівненська (5 районів), Львівська (13 районів), Станіславська (10 районів), Тернопільська (13 районів). У Львові – 4 міські райони, 14 міст виділено в обласне підпорядкування. Всього 202 сільські райони. Виконавчими органами стали обкоми (обласний рівень), міськкоми, райкоми комуністичної партії.
Розпочалися прискорені курс колективізації та репресій проти "ворожих елементів". Зокрема, репресій зазнавали представники колишніх польських адміністрацій, місцева інтелігенція, заможні громадяни.
Поряд з цим більшовики, щоб добитися підтримки місцевого населення, здійснили українізацію цих теренів. Українська мова стала широко вживатися в адміністрації, освіті, мас-медіа, театрі, кіно тощо.
28 червня 1940 року, після Бессарабсько-буковинського походу Червоної армії, румуни залишили Північну Буковину й Бессарабію. Ці землі стали частиною радянської України. Тут теж «соціалістичні перетворення» супроводжувалася певною українізацією. Однак українізація приєднаних до Радянського Союзу під час Другої світової війни українських територій мала чимало «тіней». Відбувалися масові репресії проти національно свідомих українців, була ліквідована Греко-католицька церква. На ці землі спеціально посилалися кадри з інших регіонів Радянського Союзу, які займали керівні посади й часто користувалися російською мовою.

## Українізація часів німецької окупації

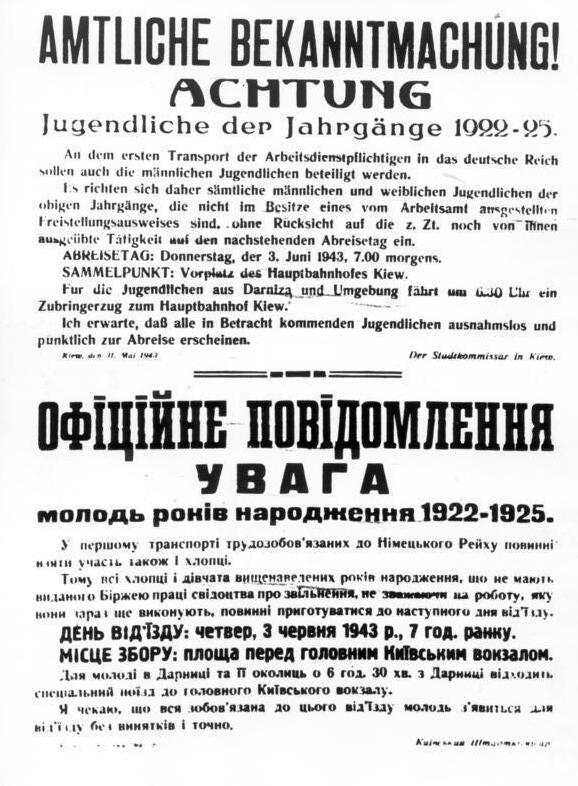
Двомовний плакат німецьких окупаційних властей німецькою й українською мовами, що повідомляє про відправку молоді на роботу до Німеччини. Київ. 31 травня 1943.

У Харківському Державному архіві (ДАХО) на вул. Університетській зберігається наказ № 24/5-6 обербургомістра міста Харкова Крамаренка від 9 березня (повторно-16 березня, є невеликі текстові різночитання) 1942 року:
| | Уже майже чотири з половиною місяці минуло з того моменту, як могутньою зброєю непереможної Німецької Армії наше місто було визволене від жидівсько-більшовицької зграї гнобителів українського народу. П’ятий місяць уже над вільним містом поруч з переможним Германським прапором майорить наш рідний жовто-блакитний український прапор як символ нового життя, нового відродження нашої неньки-батьківщини. Але на великий жаль і сором до всіх нас українців ще й досі залишається де-не-де ганебна більшовицька спадщина. З великим соромом до всіх нас та з цілком зрозумілим гнівом українського людства трапляється чути по деяких установах, навіть у районових управах, розмови російською мовою з боку урядовців, які нібито соромляться своєї рідної мови. Сором за це тим, хто стає вільним громадянином звільненої батьківщини. Ганьба і не місце з нами тим, хто цурається своєї рідної мови. Ми не припустимо, цього не мусить бути. Тому наказую категорично заборонити далі будь кому з урядовців розмову російською мовою в службовий час в установі. |
| — Обер-бургомістр міста Харкова Крамаренко, заступник. Л. Е. Кублицький-Піотух, 16 березня 1942 року | |

На виконання цього наказу пізніше також було заборонено ділове листування російською мовою.

## Українізація Закарпаття після 1945 року
Політика асиміляції неугорських народів почалася ще наприкінці 18-го сторіччя. Її об'єктом були хорвати, словаки, румуни, євреї, серби, українці. Спочатку це був процес відродження власне угорської мови, яка до того вважалася мовою «низів». Але згодом до її вивчення примусово стали залучати всіх неугорців, що, звісно, викликало невдоволення та спротив.
Особливо агресивного характеру політика мадяризації набула після 1867 року, коли було утворено дуалістичну монархію — Австро-Угорщину.
|                                                            | Мадяри здобули цю державу для мадярів, а не для інших. Тому зверхність і гегемонія мадярів сповна виправдані. |
| — говорив прем'єр-міністр Королівства Угорщина Кальман Тис | |

Певний час він був ще й міністром внутрішніх справ і в той період закрив три словацькі гімназії, звинувативши їхніх керівників у проповідуванні панславізму. Така ж доля спіткала і єдину на Закарпатті учительську семінарію, розташовану в Ужгороді, де навчання відбувалося українською мовою. А згодом навчання у більшості шкіл стало вестися лише угорською мовою.
У 1879 році було ухвалено закон, за яким угорська мова стала обов'язковим предметом у всіх народних школах і гімназіях. А вивчення української мови як обов'язкової на Закарпатті було скасовано.
У 1891 році всі населені пункти Королівства Угорщина отримали угорські назви. А всі неугорці примусово отримали угорські імена та прізвища. Це породило феномен мадяронів.
Від завершення Першої світової війни й до 1939 року, поки Закарпаття перебувало в складі Чехословаччини, Карпатська Україна мала приблизно пропорційну кількість шкіл із українською мовою викладання.
Після отримання автономії краю розпочався процес культурного відродження закарпатських українців, проте він був брутально перерваний угорською збройною агресією, підтримуваною Польщею.
Після анексії Закарпаття Королівством Угорщини, усі українські школи були закриті. Такий стан справ зберігався протягом усієї Другої світової війни.
Масштабна українізація відбувалася після Другої світової війни в Закарпатській області. До включення цього регіону до складу України всі школи були угорські, через жорстку політику мадяризації, яку провадив уряд Хорті. Після 1945 року більшість шкіл стали українськими. Аналогічні зміни відбувалися по всій західній Україні з польськими та румунськими школами.

## Українізація після 1991 року
28 жовтня 1989 року Верховна Рада Української РСР внесла зміни до Конституції та прийняла Закон «Про мови в Українській РСР». Українська мова була оголошена єдиною державною мовою. Іншим мовам, вживаним в Україні, був гарантований конституційний захист.
В Україні приймаються постанови державних установ і місцевих органів влади, які мають на меті розширення сфери використання української мови. Здійснюється перехід освіти, теле- та радіомовлення на українську мову.

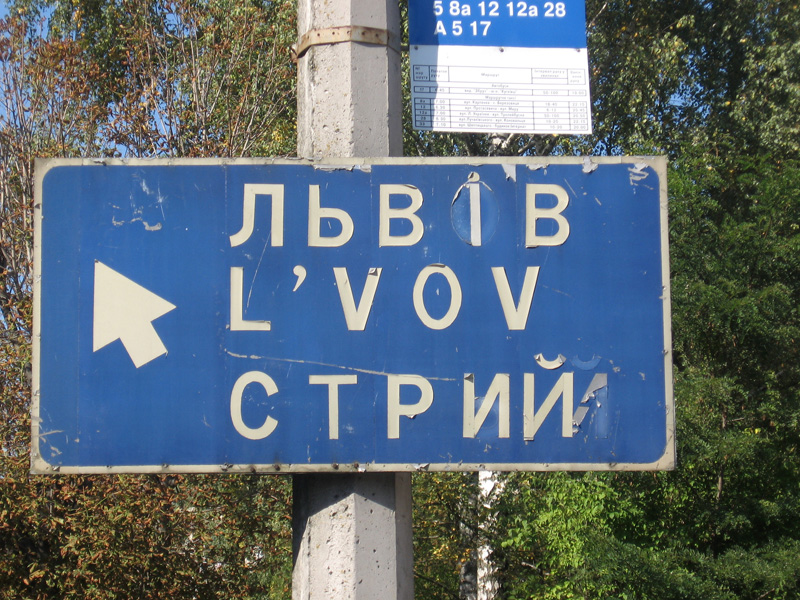
Українізація написів
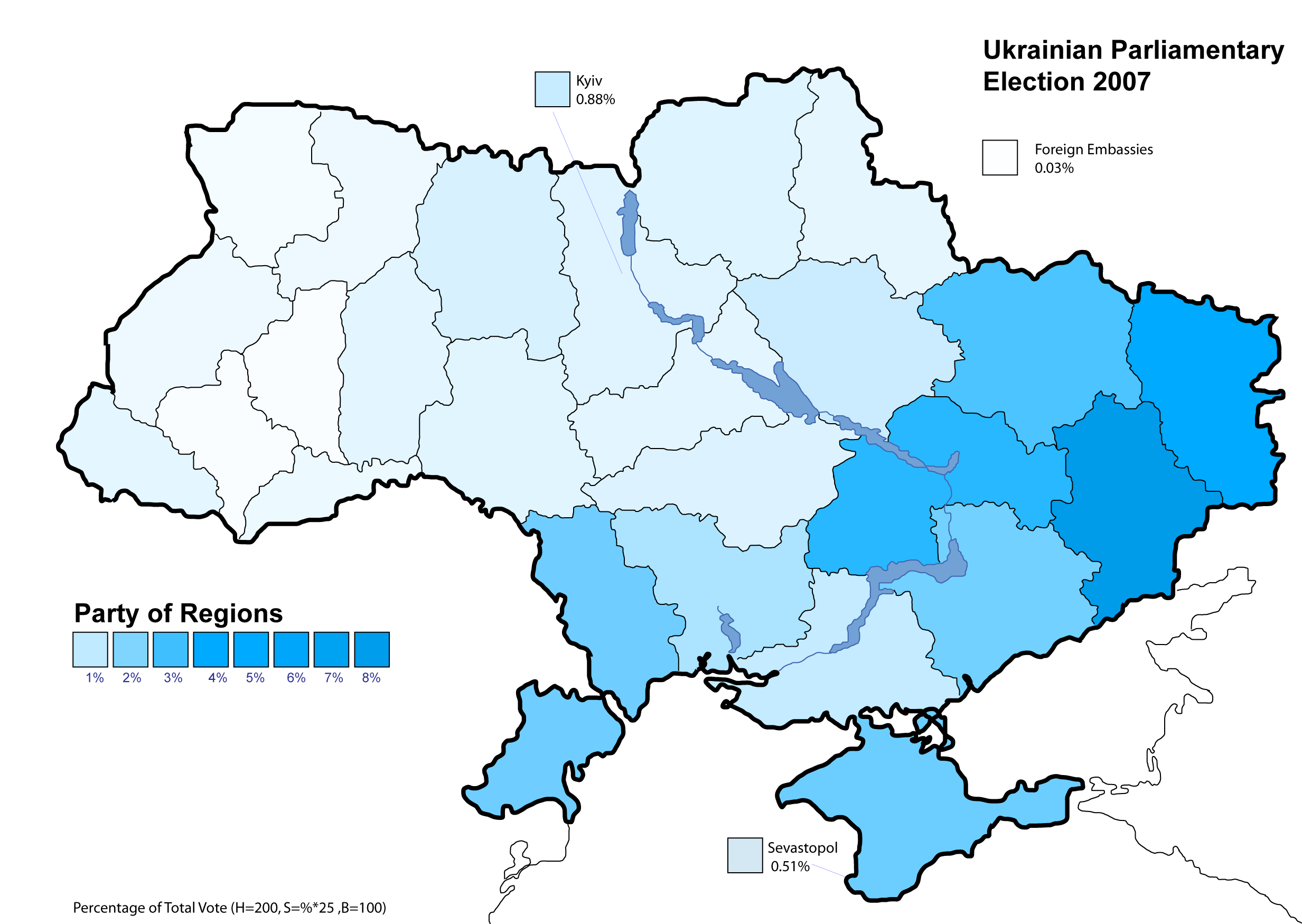
На мапі показано результати партії регіонів, яку підтримувало, в основному, російськомовне населення, на парламентських виборах-2007
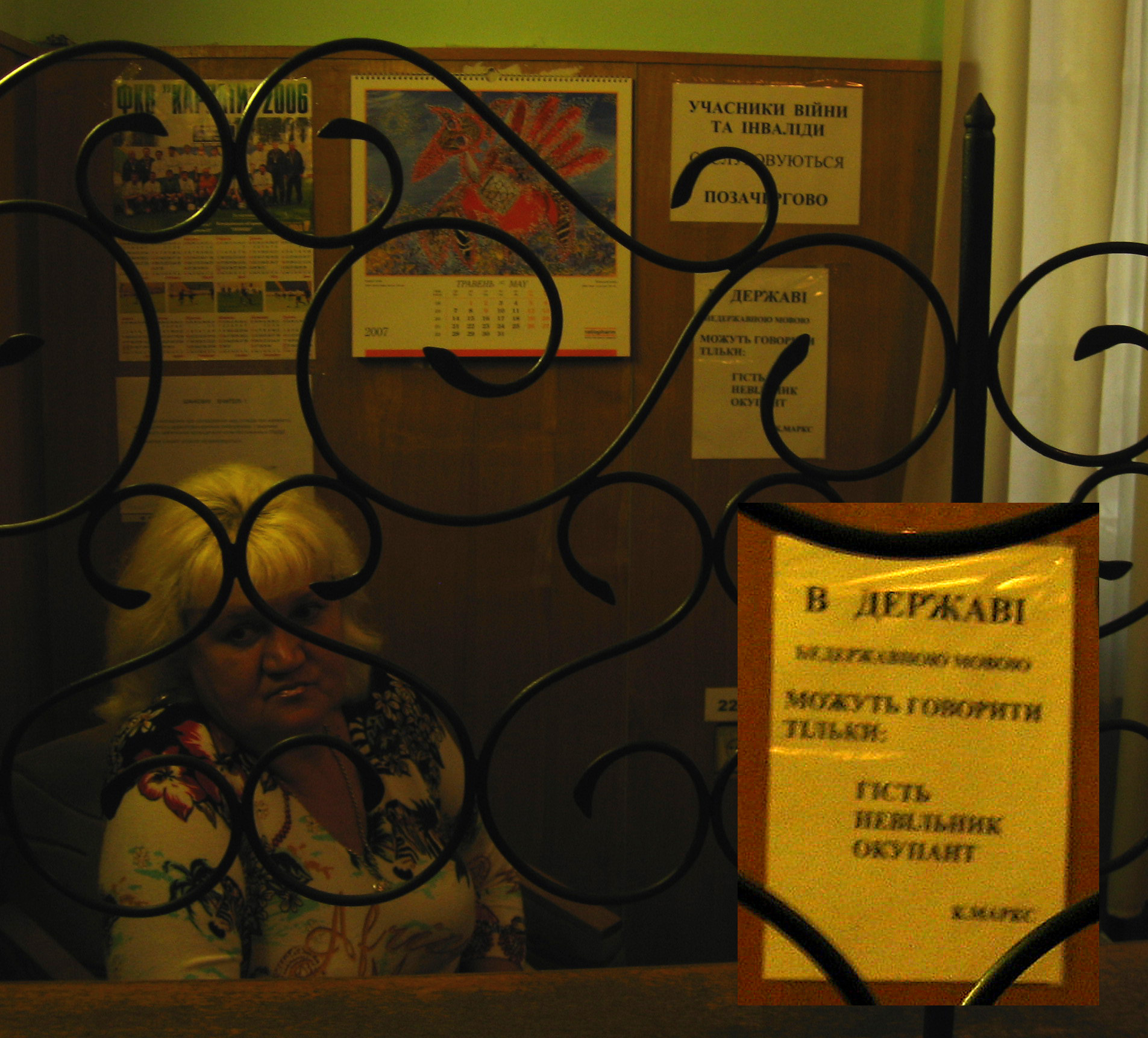
«У державі недержавною мовою може говорити гість, невільник, окупант, — Карл Маркс». Оголошення в медичному закладі Львова

### Система дошкільної та середньої освіти
| Частка школярів із українською та російською мовами навчання (у відсотках) | Частка школярів із українською та російською мовами навчання (у відсотках) | Частка школярів із українською та російською мовами навчання (у відсотках) | Частка школярів із українською та російською мовами навчання (у відсотках) | Частка школярів із українською та російською мовами навчання (у відсотках) | Частка школярів із українською та російською мовами навчання (у відсотках) | Частка школярів із українською та російською мовами навчання (у відсотках) | Частка школярів із українською та російською мовами навчання (у відсотках) | Частка школярів із українською та російською мовами навчання (у відсотках) | Частка школярів із українською та російською мовами навчання (у відсотках) | Частка людей, які вважають українську/російську мову рідною. Перепис 2001 | Частка людей, які вважають українську/російську мову рідною. Перепис 1989 | Частки українського та російського населення (у відсотках). Перепис 2001 | Частки українського та російського населення (у відсотках). Перепис 1989 |
| -------------------------------------------------------------------------- | -------------------------------------------------------------------------- | -------------------------------------------------------------------------- | -------------------------------------------------------------------------- | -------------------------------------------------------------------------- | -------------------------------------------------------------------------- | -------------------------------------------------------------------------- | -------------------------------------------------------------------------- | -------------------------------------------------------------------------- | -------------------------------------------------------------------------- | ------------------------------------------------------------------------- | ------------------------------------------------------------------------- | ------------------------------------------------------------------------ | ------------------------------------------------------------------------ |
| Н/р                                                                        | 1991                                                                       | 1996                                                                       | 1997                                                                       | 1998                                                                       | 1999                                                                       | 2000                                                                       | 2001                                                                       | 2002                                                                       | 2003—2004                                                                  | Частка людей, які вважають українську/російську мову рідною. Перепис 2001 | Частка людей, які вважають українську/російську мову рідною. Перепис 1989 | Частки українського та російського населення (у відсотках). Перепис 2001 | Частки українського та російського населення (у відсотках). Перепис 1989 |
| Одеська область                                                            |                                                                            |                                                                            |                                                                            |                                                                            |                                                                            |                                                                            |                                                                            |                                                                            |                                                                            |                                                                           |                                                                           |                                                                          |                                                                          |
| українська                                                                 |                                                                            | 35                                                                         | 37                                                                         | 40                                                                         | 45                                                                         | 49                                                                         | 53,5                                                                       | 57                                                                         | 61                                                                         | 46,3                                                                      | 41,2                                                                      | 62,8                                                                     | 54,6                                                                     |
| російська                                                                  |                                                                            | 65                                                                         | 62,5                                                                       | 60                                                                         | 55                                                                         | 51                                                                         | 47                                                                         | 43                                                                         | 39                                                                         | 41,9                                                                      | 47                                                                        | 20,7                                                                     | 27,4                                                                     |
| Миколаївська область                                                       |                                                                            |                                                                            |                                                                            |                                                                            |                                                                            |                                                                            |                                                                            |                                                                            |                                                                            |                                                                           |                                                                           |                                                                          |                                                                          |
| українська                                                                 |                                                                            | 58                                                                         | 62                                                                         | 66                                                                         | 70                                                                         | 74                                                                         | 77                                                                         | 80,5                                                                       | 83                                                                         | 69,2                                                                      | 64,2                                                                      | 81,9                                                                     | 75,6                                                                     |
| російська                                                                  |                                                                            | 41,5                                                                       | 38                                                                         | 34                                                                         | 30                                                                         | 25,5                                                                       | 23                                                                         | 19                                                                         | 16,5                                                                       | 29,3                                                                      | 33,3                                                                      | 14,1                                                                     | 19,4                                                                     |
| Херсонська область                                                         |                                                                            |                                                                            |                                                                            |                                                                            |                                                                            |                                                                            |                                                                            |                                                                            |                                                                            |                                                                           |                                                                           |                                                                          |                                                                          |
| українська                                                                 |                                                                            | 65                                                                         | 68                                                                         | 70                                                                         | 73                                                                         | 76                                                                         | 78,5                                                                       | 81                                                                         | 83                                                                         | 73,2                                                                      | 67,7                                                                      | 82,0                                                                     | 75,7                                                                     |
| російська                                                                  |                                                                            | 35                                                                         | 32                                                                         | 29,5                                                                       | 27                                                                         | 24                                                                         | 21,5                                                                       | 19                                                                         | 18,5                                                                       | 24,9                                                                      | 30,4                                                                      | 14,1                                                                     | 20,2                                                                     |
| Дніпропетровська область                                                   |                                                                            |                                                                            |                                                                            |                                                                            |                                                                            |                                                                            |                                                                            |                                                                            |                                                                            |                                                                           |                                                                           |                                                                          |                                                                          |
| українська                                                                 |                                                                            | 50                                                                         | 55                                                                         | 59                                                                         | 63,5                                                                       | 67,5                                                                       | 72                                                                         | 74                                                                         | 75, 5                                                                      | 67                                                                        |                                                                           | 79,3                                                                     | 71,6                                                                     |
| російська                                                                  |                                                                            | 50                                                                         | 45                                                                         | 41                                                                         | 36,5                                                                       | 32,5                                                                       | 28                                                                         | 26                                                                         | 24,5                                                                       | 32                                                                        |                                                                           | 17,6                                                                     | 24,2                                                                     |
| Запорізька область                                                         |                                                                            |                                                                            |                                                                            |                                                                            |                                                                            |                                                                            |                                                                            |                                                                            |                                                                            |                                                                           |                                                                           |                                                                          |                                                                          |
| українська                                                                 |                                                                            | 33,5                                                                       | 36                                                                         | 39                                                                         | 41                                                                         | 45                                                                         | 48                                                                         | 51                                                                         | 54                                                                         | 50,2                                                                      | 49.3                                                                      | 70,8                                                                     | 63,1                                                                     |
| російська                                                                  |                                                                            | 66,5                                                                       | 64                                                                         | 61                                                                         | 59                                                                         | 55                                                                         | 52                                                                         | 49                                                                         | 46                                                                         | 48,2                                                                      | 48,8                                                                      | 24,7                                                                     | 32,0                                                                     |
| Донецька область                                                           |                                                                            |                                                                            |                                                                            |                                                                            |                                                                            |                                                                            |                                                                            |                                                                            |                                                                            |                                                                           |                                                                           |                                                                          |                                                                          |
| українська                                                                 |                                                                            | 8                                                                          | 9                                                                          | 11                                                                         | 13,5                                                                       | 14                                                                         | 16,5                                                                       | 19                                                                         | 22                                                                         | 24,1                                                                      | 30,6                                                                      | 56,9                                                                     | 50,7                                                                     |
| російська                                                                  |                                                                            | 92                                                                         | 91                                                                         | 89                                                                         | 86,5                                                                       | 86                                                                         | 83,5                                                                       | 81                                                                         | 78                                                                         | 74,9                                                                      | 67,7                                                                      | 38,2                                                                     | 43,6                                                                     |
| Луганська область                                                          |                                                                            |                                                                            |                                                                            |                                                                            |                                                                            |                                                                            |                                                                            |                                                                            |                                                                            |                                                                           |                                                                           |                                                                          |                                                                          |
| українська                                                                 |                                                                            | 10                                                                         | 12                                                                         | 13,5                                                                       | 15                                                                         | 17                                                                         | 20                                                                         | 23                                                                         | 26                                                                         | 30,0                                                                      | 34,9                                                                      | 58,0                                                                     | 51,9                                                                     |
| російська                                                                  |                                                                            | 90                                                                         | 88                                                                         | 86,5                                                                       | 85                                                                         | 83                                                                         | 80                                                                         | 77                                                                         | 74                                                                         | 68,8                                                                      | 63,9                                                                      | 39,0                                                                     | 44,8                                                                     |
| Харківська область                                                         |                                                                            |                                                                            |                                                                            |                                                                            |                                                                            |                                                                            |                                                                            |                                                                            |                                                                            |                                                                           |                                                                           |                                                                          |                                                                          |
| українська                                                                 |                                                                            | 40                                                                         | 43                                                                         | 47                                                                         | 50                                                                         | 55                                                                         | 59                                                                         | 62                                                                         | 65                                                                         | 53,8                                                                      | 50,5                                                                      | 70,7                                                                     | 62,8                                                                     |
| російська                                                                  |                                                                            | 60                                                                         | 57                                                                         | 53                                                                         | 50                                                                         | 45                                                                         | 41                                                                         | 38                                                                         | 35                                                                         | 44,3                                                                      | 48,1                                                                      | 25,6                                                                     | 33,2                                                                     |
| Сумська область                                                            |                                                                            |                                                                            |                                                                            |                                                                            |                                                                            |                                                                            |                                                                            |                                                                            |                                                                            |                                                                           |                                                                           |                                                                          |                                                                          |
| українська                                                                 |                                                                            | 68                                                                         | 71                                                                         | 76                                                                         | 80                                                                         | 83                                                                         | 86                                                                         | 89                                                                         | 91                                                                         | 84                                                                        | 78,1                                                                      | 88,8                                                                     | 85,5                                                                     |
| російська                                                                  |                                                                            | 32                                                                         | 29                                                                         | 24                                                                         | 20                                                                         | 17                                                                         | 14                                                                         | 11                                                                         | 9                                                                          | 15,6                                                                      | 21,4                                                                      | 9,4                                                                      | 13,3                                                                     |
| Київ                                                                       |                                                                            |                                                                            |                                                                            |                                                                            |                                                                            |                                                                            |                                                                            |                                                                            |                                                                            |                                                                           |                                                                           |                                                                          |                                                                          |
| українська                                                                 | ~45                                                                        | 78                                                                         | 82                                                                         | 87                                                                         | 91                                                                         | 93,5                                                                       | 94,5                                                                       | 95                                                                         | 95,3                                                                       |                                                                           |                                                                           | 82,2                                                                     | 72,5                                                                     |
| російська                                                                  | ~54                                                                        | 22                                                                         | 18                                                                         | 13                                                                         | 9                                                                          | 6,5                                                                        | 5,5                                                                        | 5                                                                          | 4,7                                                                        |                                                                           |                                                                           | 13,1                                                                     | 20,9                                                                     |
| Уся Україна                                                                |                                                                            |                                                                            |                                                                            |                                                                            |                                                                            |                                                                            |                                                                            |                                                                            |                                                                            |                                                                           |                                                                           |                                                                          |                                                                          |
| українська                                                                 | 45                                                                         | 60                                                                         | 62,7                                                                       | 65                                                                         | 67,5                                                                       | 70,3                                                                       | 72,5                                                                       | 73,8                                                                       | 75,1                                                                       | 67,5                                                                      | 64,7                                                                      | 77,8                                                                     | 72,7                                                                     |
| російська                                                                  | 54                                                                         | 39,2                                                                       | 36,5                                                                       | 34,4                                                                       | 31,8                                                                       | 28,9                                                                       | 26,6                                                                       | 25,3                                                                       | 23,9                                                                       | 29,6                                                                      | 32,8                                                                      | 13,3                                                                     | 22,1                                                                     |

- До 2000 року виховання російською мовою здійснювалося для 21,6 % дітей в Україні (11,8 % їхнього загального числа)[25].

- Кількість шкіл із російською мовою навчання скорочується у східних і південних регіонах України.
  - У 2000/2001 навчальному році питома вага російськомовних середніх навчальних закладів була нижче частки російськомовного населення: у Донецькій області налічувалося 518 російських шкіл (41,6 % від загального числа); у Запорізькій області — 180 (26.9 %); у Луганській області — 451 (55,1 %), в Одеській області — 184 (19,7 %); у Харківській області — 157 (16,1 %).
  - В Одесі в 1998 році було 46 (32 %) з російською мовою навчання, при тому, що російськомовні мешканці міста становлять 73 %.
  - У Горлівці (Донецька область, в якій за опитування 2006 року 82 % респондентів назвали рідною мовою російську[26]).

- Значно скорочено кількість навчальних годин, присвячених вивченню російської літератури в російських школах, а в більшості українських шкіл російська література викладається також у скороченому вигляді, в курсі зарубіжної літератури та в перекладах українською[27].

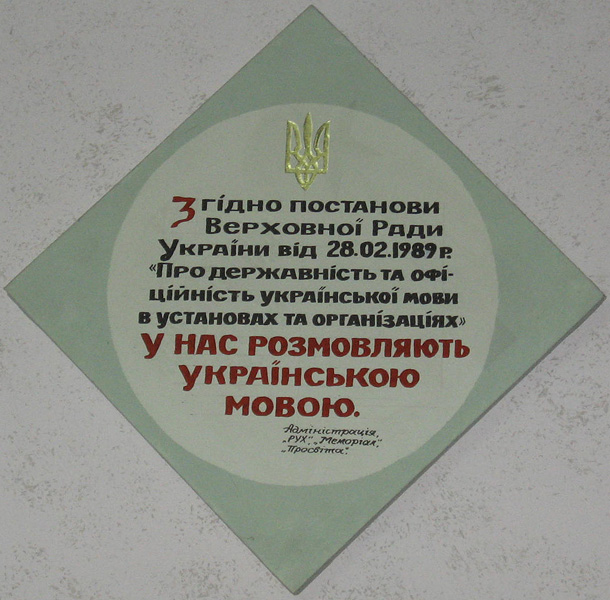
„Ми розмовляємо українською“ — напис у Львівській політехніці
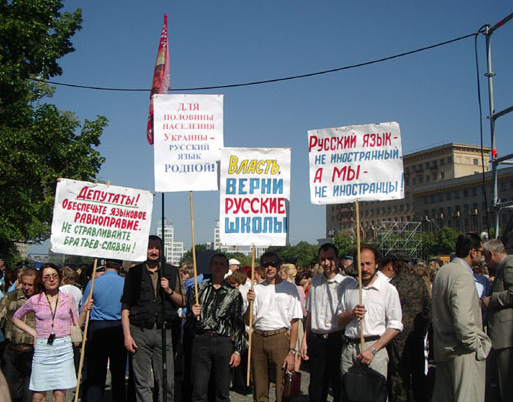
Демонстранти вимагають зробити російську мову регіональною у Харкові, 2006
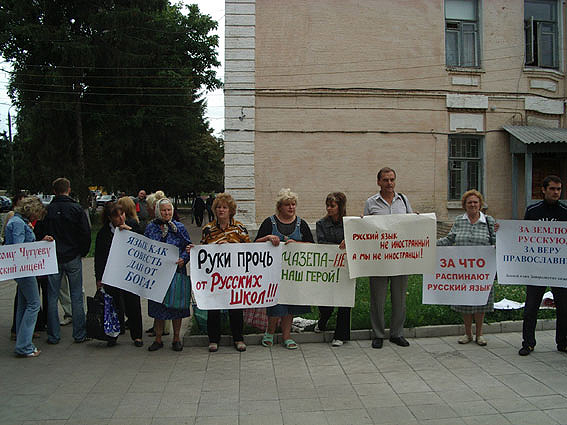
Пікетування проти планів закриття російського ліцею в м. Чугуїв (Харківська область), 2005. Пікетувальники написали текст російською мовою
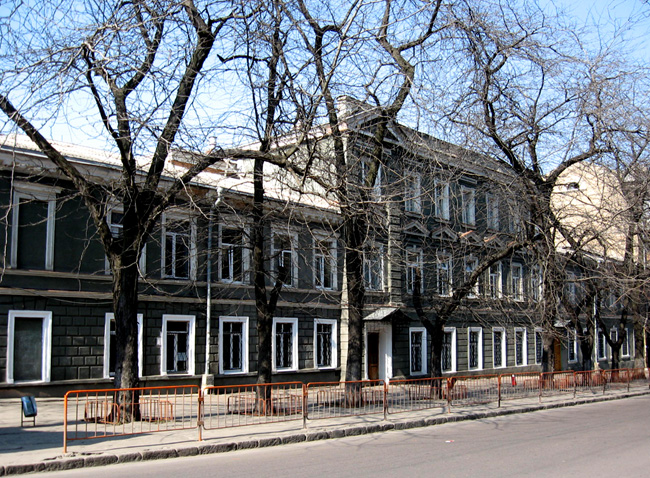
Українізований в 2000-х одеський Рішельєвський ліцей. У 1862-1877 будівля належала першому на півдні Росії  Одеському комерційному училищу Миколи I, за радянських часів — середній школі № 36 з російською мовою викладання

5 вересня 2017 року Верховною Радою України було ухвалено законопроєкт 3491-д про освіту, який започатковує реформу освіти в Україні. Законом визначено, що мовою освітнього процесу в закладах освіти є державна мова.
Особам, які належать до національних меншин України, гарантується право на навчання в комунальних закладах для здобуття освіти поряд із державною мовою відповідної національної меншини. Це право реалізується через кляси (групи) з навчанням мовою відповідної національної меншини поряд із державною мовою.
Особам, які належать до корінних народів України, гарантується право на навчання в комунальних закладах дошкільної та загальної середньої освіти поряд із державною мовою відповідного корінного народу. Це право реалізується через створення класів (груп) із навчанням мовою цього народу поряд із державною мовою.
Крім того, у Прикінцевих положеннях закону встановлено, що особи, які належать до корінних народів, національних меншин України та розпочали здобуття загальної середньої освіти до 1 вересня 2018 року, до 1 вересня 2020 року подовжують здобувати таку освіту відповідно до правил, які діють до набрання чинності даним законом із поступовим збільшенням кількости навчальних предметів, що вивчаються українською мовою.
12 грудня 2017 року Європейська комісія за демократію через право, більш відома як «Венеційська комісія», оприлюднила експертний висновок щодо мовних положень українського закону «Про освіту». Висновок Венеційської комісії щодо мовної статті українського закону про освіту — критичний, але позитивний.
Динаміка
Показник шкіл в Україні з українською мовою викладання
| Рік                       | 1955   | 1986   | 1991   | 1992   | 1994   | 1996   | 1998   | 2005   | 2006   | 2007   | 2011   | 2012   | 2017   | 2018   |
| ------------------------- | ------ | ------ | ------ | ------ | ------ | ------ | ------ | ------ | ------ | ------ | ------ | ------ | ------ | ------ |
| Відсоток української мови | 72,8 % | 40,6 % | 49,3 % | 51,4 % | 56,5 % | 60,0 % | 65,0 % | 77,0 % | 78,0 % | 79,0 % | 82,2 % | 81,9 % | 90,0 % | 92,0 % |

### Вища освіта та наука
- До 2000 року частка студентів, які здобувають освіту російською мовою виявилася нижче частки громадян, які вважають рідною мовою російську. Всього у вищих навчальних закладах України, що мають I—II рівнів акредитації, на початок 2000/2001 навчального року студентів, які здобувають освіту російською мовою, налічувалося 116 196 (або 22 %). У Дніпропетровській області було 9771 студентів, які навчаються російською (26,4 %); у Донецькій області 38712 осіб (75,7 %); у Луганській — 14 155 осіб (56,6 %), в Одеській області — 11 530 (41,8 %); у Харківській — 9727 осіб (31,2 %). У столиці України Києві вже в 1998—1999 роках тільки у чверті вишів частина лекцій читалася російською мовою, а з осени 2000 року російською мовою лекції читалися тільки в одиницях вишів і тільки 7 — 8 відсотків лекцій. Лише в Криму та Севастополі навчання у вишах I—II рівня акредитації здійснювалося лише російською мовою[25].

- У 2005 році Комітет із питань науки й освіти Верховної Ради України хотів заборонити випускникам російськомовних шкіл здавати російською іспити до вишів[34].

### Теле- та радіомовлення, кінопрокат

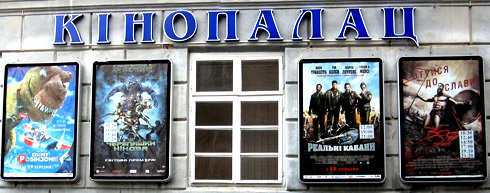
Зі 2007 року дистриб'ютори України повинні дублювати українською 100 % фільмів кінопрокату (або супроводжувати субтитрами при використанні оригінальної звукової доріжки)

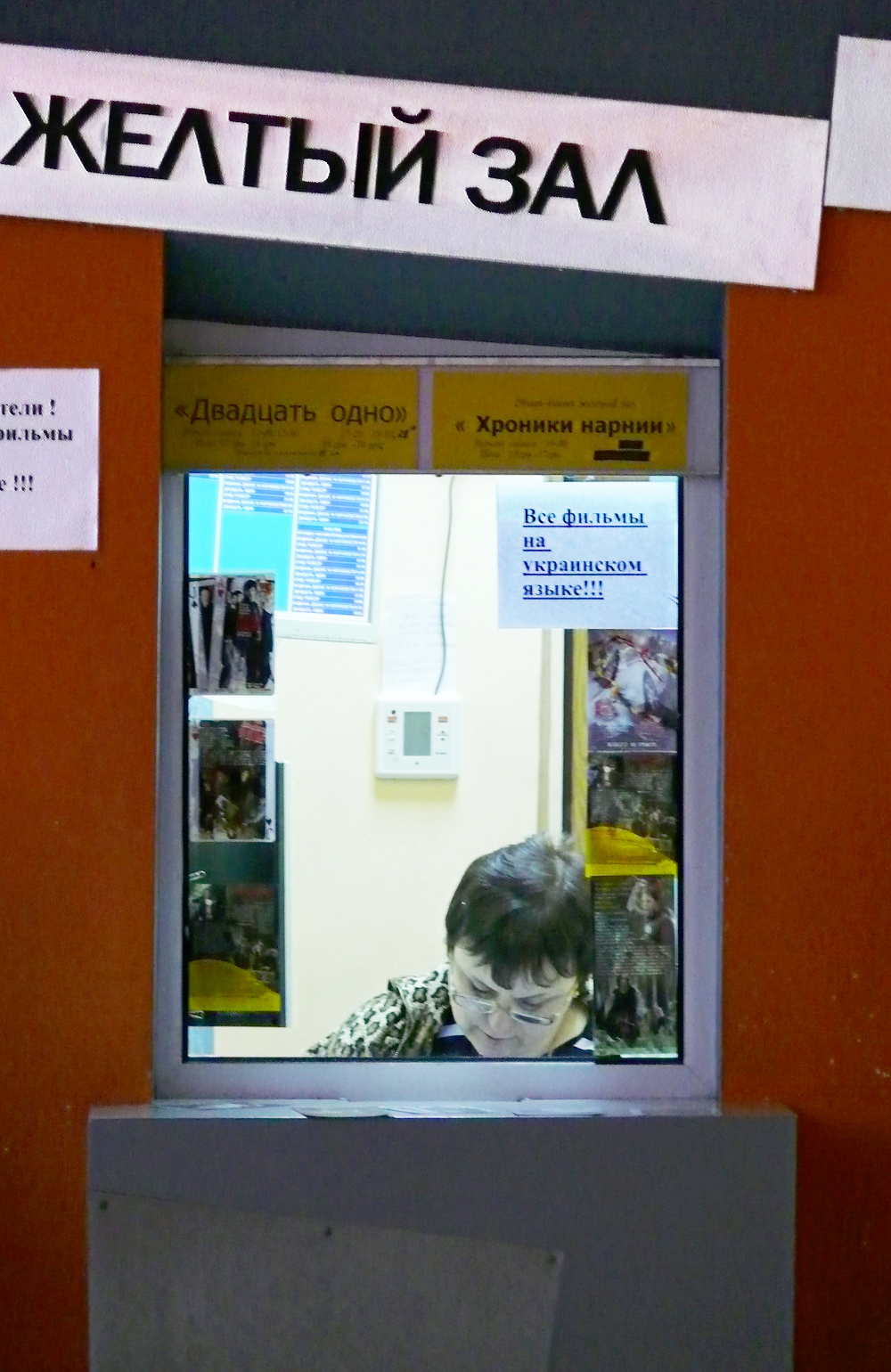
Зі 2008 кінодистриб'юторів зобов'язали дублювати українською мовою 100 % усіх фільмів. Каси кінотеатру «Парк» у Харкові. З лютого 2008 фільми показуються тільки українською мовою

- Станом на 1 січня 2012 в Україні існує вимога до теле- та радіокомпаній, відповідно до якого етер повинен бути на 25 % україномовним[35] (До цього був поріг у 75 %[36]). У разі невиконання цієї вимоги до ТРК застосовуються санкції аж до позбавлення ліцензії[35].

- У 2000 році Національна рада України з питань телебачення та радіомовлення ухвалила рішення про винесення офіційного попередження всім українським радіостанціям, які ретранслювали програми «Русского радио»[37].

- Починаючи з 16 червня 2016 року, прийнятим законом Верховна Рада ввела обов'язкову 35 % квоту на українські пісні в радіоетерах[38]. Законопроєкт про внесення змін до Закону України «Про телебачення та радіомовлення»[39] (щодо частки пісень державною мовою в музичних радіопрограмах і радіопередачах) передбачає обов'язок телерадіоорганізаціями при здійсненні радіомовлення забезпечувати частку пісень державною мовою не менше 35 % від загального обсягу пісень, поширених протягом доби, зокрема не менше 35 % від загального обсягу пісень, поширених у кожному проміжку часу з 7.00 до 14.00 та зі 15.00 до 22.00.

- 23 травня 2017 року Верховна Рада ухвалила в другому читанні та в цілому законопроєкт № 5313 «Про внесення змін до деяких законів України щодо мови авдіовізуальних (електронних) засобів масової інформації». Закон встановлює на телебаченні обов'язкові щотижневі квоти передач і фільмів українською мовою. Йдеться про 75 % державної мови для загальнонаціональних і регіональних телеканалів, 60 % — для місцевих, а також 75 % державної мови для програм новин на ТБ[40].

- У 2017 році частка української музики в етері радіостанцій становила майже 40 %. Усі загальнонаціональні, регіональні та місцеві радіостанції в 2017 році перевиконували квоту у 25 % українських пісень в етері в середньому на 13 %. При цьому обсяг ведення передач українською мовою у етері всіх радіостанцій України на 35 % перевищує встановлену законом квоту, яка до 7 листопада 2017 року становила 50 %[41].

#### Динаміка
Показник української мови на українському телебаченні
| Рік                       | 2011   | 2012   | 2013   | 2014   | 2015   | 2016   | 2017   | 2018   | 2019   |
| ------------------------- | ------ | ------ | ------ | ------ | ------ | ------ | ------ | ------ | ------ |
| Відсоток української мови | 22,2 % | 27,9 % | 31,8 % | 30,3 % | 30,3 % | 30,6 % | 39,2 % | 64,4 % | 92,0 % |

Показник української мови на українському радіо
| Рік                       | 2011  | 2012  | 2013  | 2014  | 2015  | 2016   | 2017   | 2018   | 2019   |
| ------------------------- | ----- | ----- | ----- | ----- | ----- | ------ | ------ | ------ | ------ |
| Відсоток української мови | 4,6 % | 3,4 % | 2,2 % | 5,0 % | 4,9 % | 30,0 % | 32,0 % | 54,0 % | 57,0 % |

### Українізація армії
У 1992 році були скасовані всі почесні найменування, гвардійські звання та радянські державні нагороди. Але 1999 року указом Президента всі радянські почесні найменування, нагороди та відзнаки повернули. Цей указ був таємним до 2009 року. Так само потім ідеологічні диверсії у військово-історичній сфері відбувались у 2010, 2012, 2013 роках. З'являлися імена, назви, які є абсолютно неприйнятними для України з точки зору ідеології. І лише в 2015 році цей процес пішов у зворотному напрямі.
У вересні 2017 року відбувся круглий стіл стосовно україноцентричности воєнно-історичної роботи у Збройних Силах, системности та протидії російським маніпуляціям. Він об'єднав фахівців Адміністрації Президента України, Воєнно-наукового управління Генерального штабу ЗС України, науково-дослідного центру воєнної історії Національного університету оборони України імені Івана Черняховського, Київського національного університету імені Тараса Шевченка та представників громадськости.
2017 року також наказом начальника Генерального штабу ЗС України було затверджено Положення про воєнно-історичну роботу в Збройних Силах України. Станом на вересень 2017 року розробляється національна концепція воєнно-історичної роботи, до чого залучені представники громадськости й инших військових формувань. Триває відновлення катедри воєнної історії Національного університету оборони України, ліквідованої 2012 року.
У 2015 році створено науково-дослідний центр воєнної історії Національного університету оборони України імені Івана Черняховського. З початку проведення ООС він займається узагальненням бойового досвіду, історично-хронологічним описом подій, які відбуваються на Сході України. Це, на думку його працівників, у майбутньому стане основою наукових праць із історії України. Уперше події, які відбуваються, оцінюються з позицій україноцентризму. Це дуже важливо, адже, як відомо, історію завжди писали за Україну, а тепер українці можуть і зобов'язані написати правду, зламати як сусідські, так і власні стереотипи.
У липні 2016 року створено воєнно-історичний відділ Воєнно-наукового управління ГШ ЗСУ.
Завдяки зусиллям полковника Валентина Федічева, підготовлено кілька указів голови держави, якими скасовано комуністичні найменування, та в підсумку відбулося те, свідками чого стали всі українці на параді з нагоди Дня Незалежності України. 24-та бригада — імені короля Данила, 72-га — імені Чорних запорожців.
До кінця 2017 року має бути відкрито окремий Інститут воєнної історії. Це рівень Києва, далі система розійдеться за складовими: Львів займатиметься Сухопутними військами, Одеса — ВМС, Вінниця — ПС, Житомир — десантниками тощо.
У 2017 році до Дня Збройних Сил України Міністр оборони підписав Концепцію воєнної історії України.

### Інші сфери функціонування мови
- Російським письменникам на відміну від україномовних літераторів не надається державна підтримка і, за деякими даними, російськомовних письменників дискримінують при прийомі до Спілки письменників України[51]. У 1999 році Павло Баулін був виключений зі Спілки письменників через свої виступи на підтримку російської мови в Україні. Голова Спілки письменників Юрій Мушкетик пояснив це рішення так: «У Спілки письменників є свої певні правила»[52]. Зараз письменники, які пишуть російською, об'єднані в Асоціації російськомовних письменників України.

## Українізація з 2016 року
У листопаді 2017 року 178 народних депутатів підписали звернення до Президента з закликом оголосити 2018 рік Роком державної мови. Також Комітет Верховної Ради з питань культури та духовности направив лист голові держави зі пропозицією щодо оголошення 2018 року Роком державної мови.
Крім того, відповідну пропозицію підтримали відомі письменники, науковці та митці, а також Світовий конгрес українців, група «Першого грудня» та Меджліс кримських татар.
9 лютого 2018 року три колишні президенти України — Леонід Кравчук, Леонід Кучма та Віктор Ющенко звернулися до дійсного голови держави Петра Порошенка зі проханням оголосити 2018-й роком затвердження державної мови. Міністр закордонних справ України Павло Клімкін у відповідь на це звернення заявив, що утвердження української мови потребує більше року.
28 лютого 2018 року Конституційний Суд України виніс рішення щодо неконституційності Закону Колесніченка-Ківалова, чим фактично його скасував.
9 березня 2018 року Президент Петро Порошенко на церемонії вручення Шевченківської премії заявив, що не проголошуватиме 2018 рік Роком утвердження державної мови, а підпише указ про десятирічну програму зміцнення статусу української мови як державної.

### 2018
31 травня 2018 року Президент України Петро Порошенко під час робочої поїздки до Івано-Франківської області підписав Указ «Про невідкладні заходи щодо зміцнення державного статусу української мови та сприяння створенню єдиного культурного простору України»
Указом передбачено затвердження цільової програми на 2018—2028 роки, спрямованої на забезпечення всебічного розвитку та функціонування української мови як державної в усіх сферах суспільного життя, створення єдиного культурного простору України та збереження цілісности культури.
Також ідеться про створення умов для забезпечення реалізації громадянами права на одержання інформації українською мовою, в тому числі через друковані засоби масової інформації, рекламу тощо.
Водночас відмічається, що указ носить декларативний, а не конкретний характер.

#### Закон про мову
4 жовтня, 261 депутат проголосував за проєкт Закону «Про забезпечення функціонування української мови як державної» (№ 5670-д) у першому читанні.
Підготовка «мовного» законопроєкту до другого читання тривала близько чотирьох місяців. За цей час комітет ВР з питань культури та духовности опрацював понад дві тисячі поправок, які надійшли від народних депутатів.
Документом пропонується, зокрема, створити Національну комісію зі стандартів державної мови та запровадити посаду уповноваженого з захисту державної мови.
25 квітня 2019 року Верховна Рада ухвалила закон «Про забезпечення функціонування української мови як державної» в другому читанні.
14 травня Верховна Рада відхилила проєкти постанов, які блокували підписання раніше ухваленого закону про функціонування української мови як державної. Голова Верховної Ради Андрій Парубій підписав закон про функціонування української мови як державної.
15 травня Президент України Петро Порошенко підписав Закон «Про забезпечення функціонування української мови як державної».

### 2022
Після початку повномасштабного вторгнення російської армії до України у лютому 2022 року, українізація отримала новий етап розвитку. У липні мер Дніпра Борис Філатов оголосив у місті «лагідну українізацію», до цього в місті було перейменовано понад 70 топонімів, назви яких було пов'язано з Росією.

### 2024
Наприкінці жовтня, в інтерв'ю «Українській правді», Уповноважений із захисту державної мови Тарас Кремінь заявив, що в Україні настав етап «наступальної українізації» замість «лагідної», адже всі статті мовного закону вже поступово набули чинності.
21 грудня представник Міністерства розвитку громад та територій України повідомив, що квитки «Укрзалізниці» більше не міститимуть інформації російською мовою — відтепер інформація на квитках буде дублюватися лише українською та англійською мовами.

## До теми

#### Медіа
Після схвалення в першому читанні проєкту Закону «Про забезпечення функціонування української мови як державної» (№ 5670-д) у комітеті Верховної Ради з питань свободи слова й інформаційної політики розмірковують над варіянтами запровадження мовних квот для друкованих видань в Україні.
Долучилися до виконання вимог Закону і деякі комерційні проєкти, так, наприклад, через сайт Українізація кожен охочий власник бізнесу може перекласти свої сторінки в соціальних мережах та вебсайти українською, або створити україномовну версію сайту паралельно до інших.
За результатами соціологічного дослідження «Сприйняття українцями телерадіоетеру: результати дослідження громадської думки», проведеного Київським міжнародним інститутом соціології (КМІС) протягом травня-червня 2019 року на замовлення Національної ради з питань телебачення та радіомовлення близько 80 % громадян надає перевагу українській як основній мові телевізійного та радіоетеру та є активними споживачами україномовного вмісту на радіо й телебаченні.

### Військо
25 квітня 2018 року Начальник Генерального штабу — Головнокомандувач ЗС України Віктор Муженко підписав наказ від 25.04.2018 № 166, яким затвердив Програму заходів щодо відновлення та впровадження національних бойових традицій у Збройних Силах України.
28 червня 2018 року Начальник Генерального штабу — Головнокомандувач ЗС України Віктор Муженко підписав наказ від 28.06.2018 № 240, який чітко регламентує виконання командирами (начальниками) всіх рівнів Закону України «Про засудження комуністичного та націонал-соціалістичного (нацистського) тоталітарних режимів в Україні та заборону їхньої символіки».
Таким чином ребрендинг українського війська став однією з основних загроз просуванню інтересів Росії, яка донедавна контролювала українську армію, а тепер катастрофічно втрачає важелі впливу, зокрема ідеологічні моделі.
В 2023 році було затверджено нову концептуальну айдентику для українського війська.